# Pierre Bataillon
Pierre Maria Bataillon SM (ur. 6 stycznia 1810 w Saint-Cyr-les-Vignes, zm. 11 kwietnia 1877 na Uvei) – francuski duchowny rzymskokatolicki, marista, misjonarz, wikariusz apostolski Środkowej Oceanii.

## Biografia
Pierre Maria Bataillon urodził się 6 stycznia 1810 w Saint-Cyr-les-Vignes we Francji. 19 grudnia 1835 otrzymał święcenia prezbiteriatu. W kolejnym roku wstąpił do Towarzystwa Maryi (marystów) i razem z wikariuszem apostolskim Zachodniej Oceanii bp. Jeanem Pompallierem SM i późniejszym świętym ks. Piotrem Chanelem SM wyruszył do Oceanii. 1 listopada 1837 ks. Bataillon wraz ze świeckim bratem zszedł na ląd na Wallis. Byli to pierwsi misjonarze katoliccy w tym rejonie świata. Jednak mieszkańcy tych wysp zetknęli już się z chrześcijaństwem za sprawą misjonarzy protestanckich. Początkowo ks. Bataillon uczył się języka i zwyczajów mieszkańców wysp.
W kolejnych latach, mimo trudności czynionych przez lokalnego władcę oraz protestantów, nawracał mieszkańców archipelagu Wallis.
Sukces misji spowodował decyzję papieża Grzegorza XVI o wydzieleniu nowego wikariatu apostolskiego. 23 sierpnia 1842 pierwszym wikariuszem apostolskim Środkowej Oceanii papież mianował ks. Bataillona, który został ponadto biskupem in partibus infidelium enneńskim. 3 grudnia 1843 ks. Bataillon na Uvea przyjął sakrę biskupią z rąk bpa Guillauma Marii Douarre'a SM, którego papież wyznaczył na jego koadiutora. Asystował mu wikariusz generalny wikariatu apostolskiego Nowej Zelandii ks. Philippe Viard SM.
Za pontyfikatu bpa Bataillon nadal rosła liczba wiernych. Na Wallis ustanowiono regularną sieć parafialną. Otwierano szkoły. Powstała drukarnia. Ludzi uczono rzemiosła i europejskich metod rolniczych. Wallis stały się centrum misji katolickich na duży obszar Oceanii.
Biskup Bataillon napisał słownik francusko-angielsko-uvea.
Jako biskup Bataillon dwukrotnie udawał się do Europy. Nie brał udziału w soborze watykańskim I. Zmarł w 11 kwietnia 1877 na Uvei.